# Чизмон-дель-Граппа
Чизмон-дель-Граппа (итал. Cismon del Grappa) — коммуна в Италии, располагается в провинции Виченца области Венеция.
Население составляет 1058 человек (2008 г.), плотность населения составляет 31 чел./км². Занимает площадь 34 км². Почтовый индекс — 36020. Телефонный код — 0424.
Покровителями города почитаются Пресвятая Богородица (Madonna del Pedancino), празднование 18 августа, святой апостол Марк, празднование 25 апреля, и святой апостол Варфоломей. 

## Демография
Динамика населения:

## Города-побратимы
- Джарре, Италия (1969)

## Администрация коммуны
- Официальный сайт: